# Hazenberg (Utrecht)
De Hazenberg is een heuvel in de gemeente Utrechtse Heuvelrug in de Nederlandse provincie Utrecht. De heuvel ligt ten noorden van Amerongen en maakt deel uit van de stuwwal Utrechtse Heuvelrug. In het noorden ligt de Vlakke Berg, in het oosten ligt de Amerongse Berg en in het noordwesten ligt de Zuilensteinse Berg.
De heuvel is ongeveer 51 meter hoog.

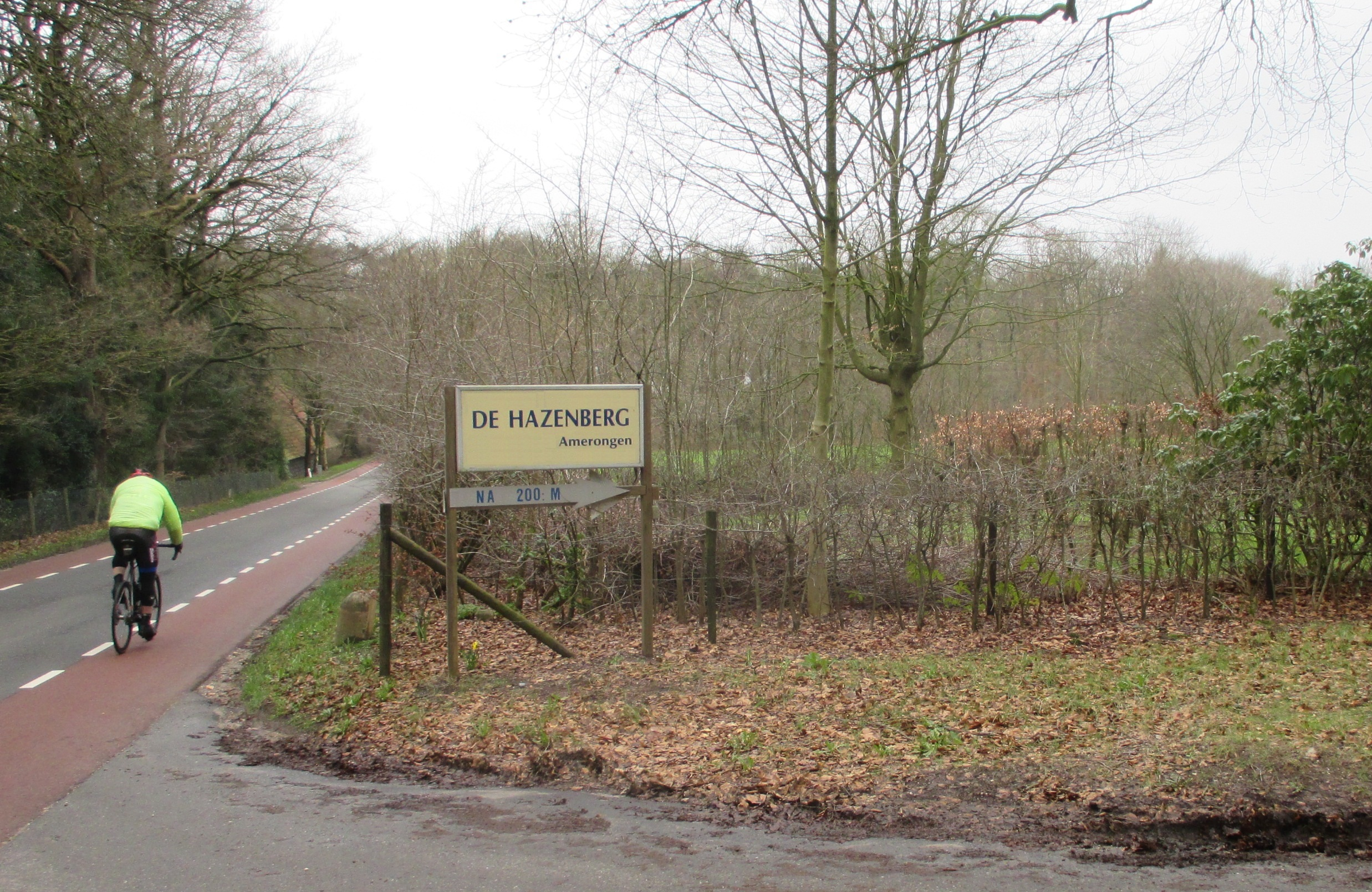
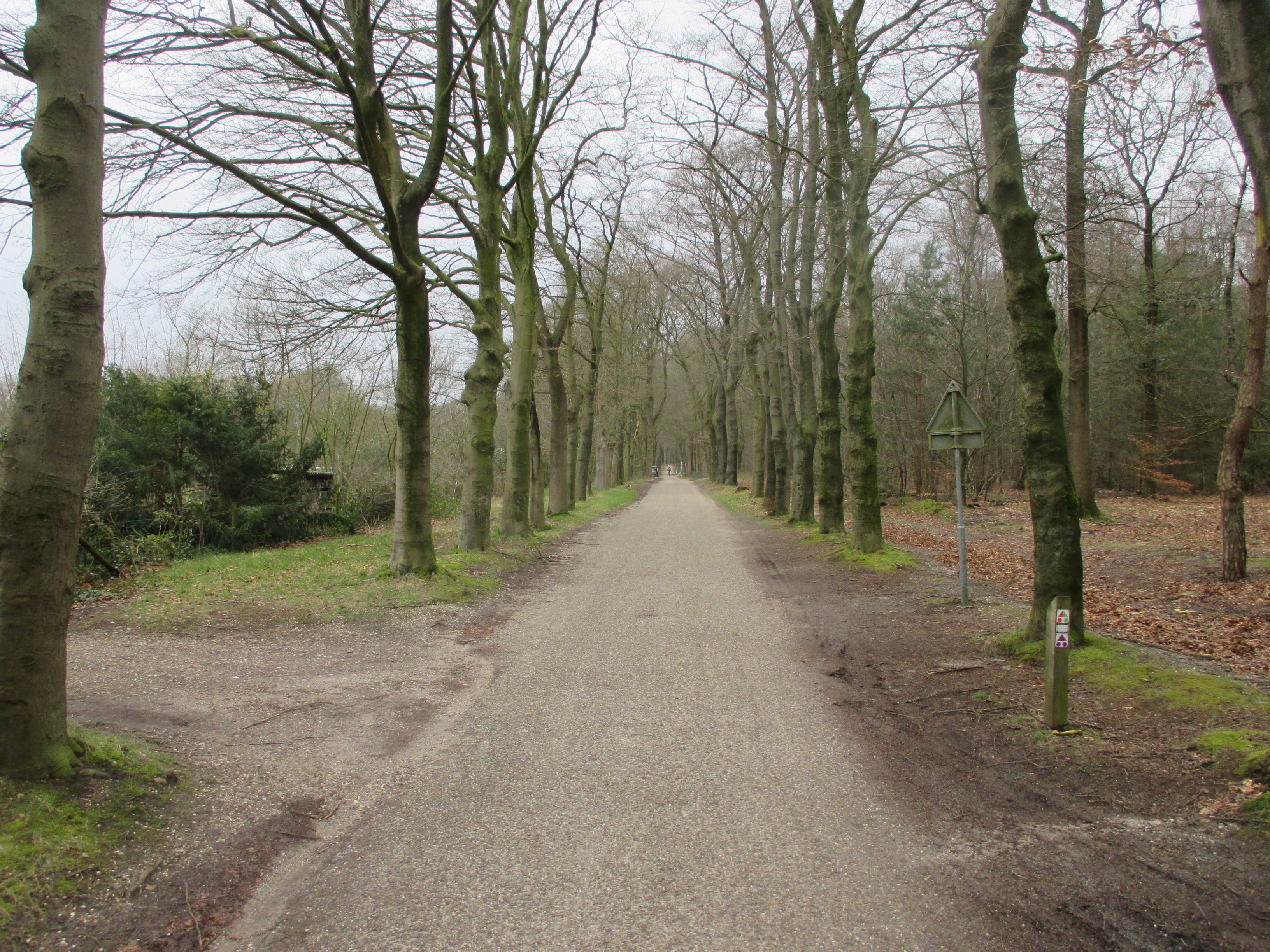